# حسن يعقوب العلي
الدكتور والكاتب المسرحي حسن يعقوب العلي (27 مايو 1939 - 5 يوليو 2012) هو أحد مؤسسي فرقة المسرح العربي، وأحد أبرز مؤلفي المسرح في الكويت بعد معاناة طويلة مع المرض.

## حياته
ولد عام 1939 وبدأ اهتمامه بالأدب والمسرح في سن مبكرة، وزاول الكتابة في عدد من الصحف الكويتية في ستينيات القرن المنصرم، وشغل رئاسة القسم الفني في جريدة الرسالة ومرآة الأمة لسنوات، وهو من أوائل من مارس النقد المسرحي في الكويت عبر كتاباته في الصحف اليومية.

## جوائزه ومناصبه
فاز بالجائزة الثانية في التأليف المسرحي في المسابقة التي نظمتها وزارة الشؤون الاجتماعية والعمل عام 1965، وكان هذا الفوز مدخله إلى التأليف المسرحي لفرقته الأم، كما زاول كتابة القصة القصيرة ونشرت له العديد من القصص في الصحف المحلية.
في عام 1976 ترأس وفد فرقة المسرح العربي كما حصل على درع المسرح في عام 1977، وحصل على البكالوريوس بدرجة ممتاز مع مرتبة الشرف من المعهد العالي للفنون المسرحية، وفي عام 1985 حصل على الدكتوراه في مجال النقد. تم تكريمه بمهرجان المسرح الخليجي في الدورة الرابعة التي أقيمت في البحرين في العام 1995، وتم تكريمه بمهرجان الكويت المسرحي الثامن العام 2005.

## وفاته
توفي في 5 يوليو 2012 عن عمر يناهز ثلاثة وسبعون عاما بعد معاناة طويلة مع المرض.